# Ravenstein (Allemagne)
Pour les articles homonymes, voir Ravenstein.
Ravenstein est une ville du Bade-Wurtemberg (Allemagne), située dans l'arrondissement de Neckar-Odenwald, dans l'aire urbaine Rhin-Neckar, dans le district de Karlsruhe.